# Leon County, Florida
Leon County är ett administrativt område i delstaten Florida, USA, med 275 487 invånare. Den administrativa huvudorten (county seat) är Tallahassee.

## Geografi
Enligt United States Census Bureau har countyt en total area på 1 818 km². 1 727 km² av den arean är land och 91 km² är vatten.

### Angränsande countyn
- Grady County, Georgia - nord
- Thomas County, Georgia - nordöst
- Jefferson County, Florida - öst
- Wakulla County, Florida - syd
- Gadsden County, Florida - väst
- Liberty County, Florida - väst